# Смешанная парная сборная Турции по кёрлингу
Смешанная парная сборная Турции по кёрлингу — смешанная национальная сборная команда (составленная из одного мужчины и одной женщины), представляет Турцию на международных соревнованиях по кёрлингу. Управляющей организацией выступает Федерация видов спорта на льду Турции (тур. Türkiye Buz Pateni Federasyonu, англ. Turkish Curling Assocation).

## Результаты выступлений

### Чемпионаты мира
| Год       | Место          | Игры           | Победы         | Поражения      | Состав (женщина, мужчина, тренер)                                |
| --------- | -------------- | -------------- | -------------- | -------------- | ---------------------------------------------------------------- |
| 2008—2011 | не участвовали | не участвовали | не участвовали | не участвовали | не участвовали                                                   |
| 2012      | 21             | 8              | 2              | 6              | Элиф Кызылкая, Ильхан Османагаоглу, Фатих Агдуман (тренер)       |
| 2013—2014 | не участвовали | не участвовали | не участвовали | не участвовали | не участвовали                                                   |
| 2015      | 22             | 9              | 3              | 6              | Ознур Полат, Кадир Чакыр, тренеры: Даниэль Рафаэль, Burak Korucu |
| 2016      | 17             | 7              | 4              | 3              | Дильшат Йылдыз, Кадир Чакыр, Фатих Агдуман (тренер)              |
| 2017      | 27             | 7              | 2              | 5              | Дильшат Йылдыз, Алиджан Караташ, Ensar Sahiner (тренер)          |
| 2018      | 8              | 11             | 6              | 5              | Дильшат Йылдыз, Угурджан Карагёз, Ахмет Челик (тренер)           |
| 2019      | 17             | 7              | 5              | 2              | Дильшат Йылдыз, Угурджан Карагёз, Ахмет Челик (тренер)           |
| 2020—2021 | не участвовали | не участвовали | не участвовали | не участвовали | не участвовали                                                   |
| 2022      | 19             | 9              | 1              | 8              | Дильшат Йылдыз, Мухаммед Зеки Учан, Билал Омер Чакыр (тренер)    |
| 2023      | 12             | 9              | 4              | 5              | Дильшат Йылдыз, Билал Омер Чакыр, Mehmet Gultekin (тренер)       |
| 2024      | 17             | 10             | 3              | 7              | Дильшат Йылдыз, Билал Омер Чакыр, Ahmet Alperen Tunga (тренер)   |
| 2025      | 18             | 10             | 1              | 9              | Дильшат Йылдыз, Билал Омер Чакыр, Ahmet Alperen Tunga (тренер)   |

(данные отсюда:)

### Квалификационные турниры кчемпионатам мира
| Год       | Место          | Игры           | Победы         | Поражения      | Состав (женщина, мужчина, тренер)                          |
| --------- | -------------- | -------------- | -------------- | -------------- | ---------------------------------------------------------- |
| 2019/2020 | 5              | 9              | 7              | 2              | Дильшат Йылдыз, Угурджан Карагёз, Тони Заммейк (тренер)    |
| 2022/2023 | 3              | 8              | 6              | 2              | Дильшат Йылдыз, Билал Омер Чакыр, Mehmet Gultekin (тренер) |
| 2023/2024 | не участвовали | не участвовали | не участвовали | не участвовали | не участвовали                                             |
| 2024/2025 | 3              | 9              | 8              | 1              | Дильшат Йылдыз, Билал Омер Чакыр, Mehmet Gultekin (тренер) |